# Rover P1
La Rover P1 est une gamme d'automobiles de classe polyvalente et familiale produite de 1933 à 1938 par le constructeur britannique Rover.

## Historique
En 1929, arrive chez Rover Spencer Wilks, lors de la restructuration de l'entreprise sous la direction de Franck Searle ; il y est rejoint en 1930 par son frère Maurice Wilks en tant qu'ingénieur en chef,,. Nommé directeur stratégique (general manager) de Rover, Spencer Wilks privilégie la recherche de la qualité plutôt que l'augmentation de la production et s'oppose en cela aux vues de Franck Searle pour qui la marque doit produire massivement. Il ne souhaite pas affronter les grandes marques généralistes de l'époque qui sont Ford, Austin et Morris. Franck Searle, écarté de la marque, Spencer Wilks impose ses vues, abandonne le projet Scarab de petite voiture économique et encourage la conception d'un nouveau moteurs six cylindres adapté au standing qu'il souhaite pour les véhicules Rover.
Les deux frères développent donc la Rover 14 (P1) avec le nouveau moteur de six cylindres en ligne. Ils lancent également les Rover 10 et 12 (P1) avec un nouveau moteur de quatre cylindres en ligne. Robert Boyle fut désigné comme designer de ce modèle. Les trois voitures sont proposées à la vente au milieu de l'année 1933. Tous ces modèles ont été fabriqués dans l'usine de Coventry au Royaume-Uni.

## Les différentes versions

### Rover 10(1933 - 1938)
Cette version a été annoncée à l'automne 1933, en même temps que la Rover 14 (P1),. Le modèle précédent était la Rover 10/25 lancée en 1927. Conjointement à la 10 (P1), la Rover 10 Special était également proposée à la vente. La 10 (P1) est sortie en version berline à six vitres et quatre portes (surnommé 6-light saloon) ainsi qu'en version berline « semi-sportive » à quatre fenêtres (surnommé Sports saloon). Les carrosseries cabriolets de l'ancienne Rover 10/25 n'ont pas été renouvelées sur ce modèle. Le châssis a également été fourni à un large éventail pour des carrossiers externes à l'entreprise Rover.
Cette Rover 10 (P1) était présentée comme une toute nouvelle voiture avec un nouveau châssis surbaissé et un nouveau moteur de 1 389 cm3. La voiture était relativement chère et reflétait la nouvelle politique de l'entreprise consistant à monter en gamme plutôt qu'à rechercher le volume. Le moteur a été monté de manière flexible dans le châssis afin de réduire les vibrations et un dispositif de roue libre a été installé pour faciliter le changement de rapport sur la boîte de vitesses qui était non synchronisée et permettre d'économiser du carburant ; une amélioration de 15 % a été revendiquée. La roue libre continuera d'être une caractéristique de certaines Rover jusqu'en 1959. D'autres motorisations de quatre cylindres étaient disponibles allant de 1,1 l à 1,5 l.
C'était la première voiture développée par Rover après que les frères Spencer Wilks et Maurice Wilks aient rejoint l'entreprise. Elle a été dessinée par Robert Boyle.
Les dernières voitures ont été fabriquées en 1938 et ont été remplacées par la Rover 10 (P2). Un total de 9 202 voitures ont été fabriqués.

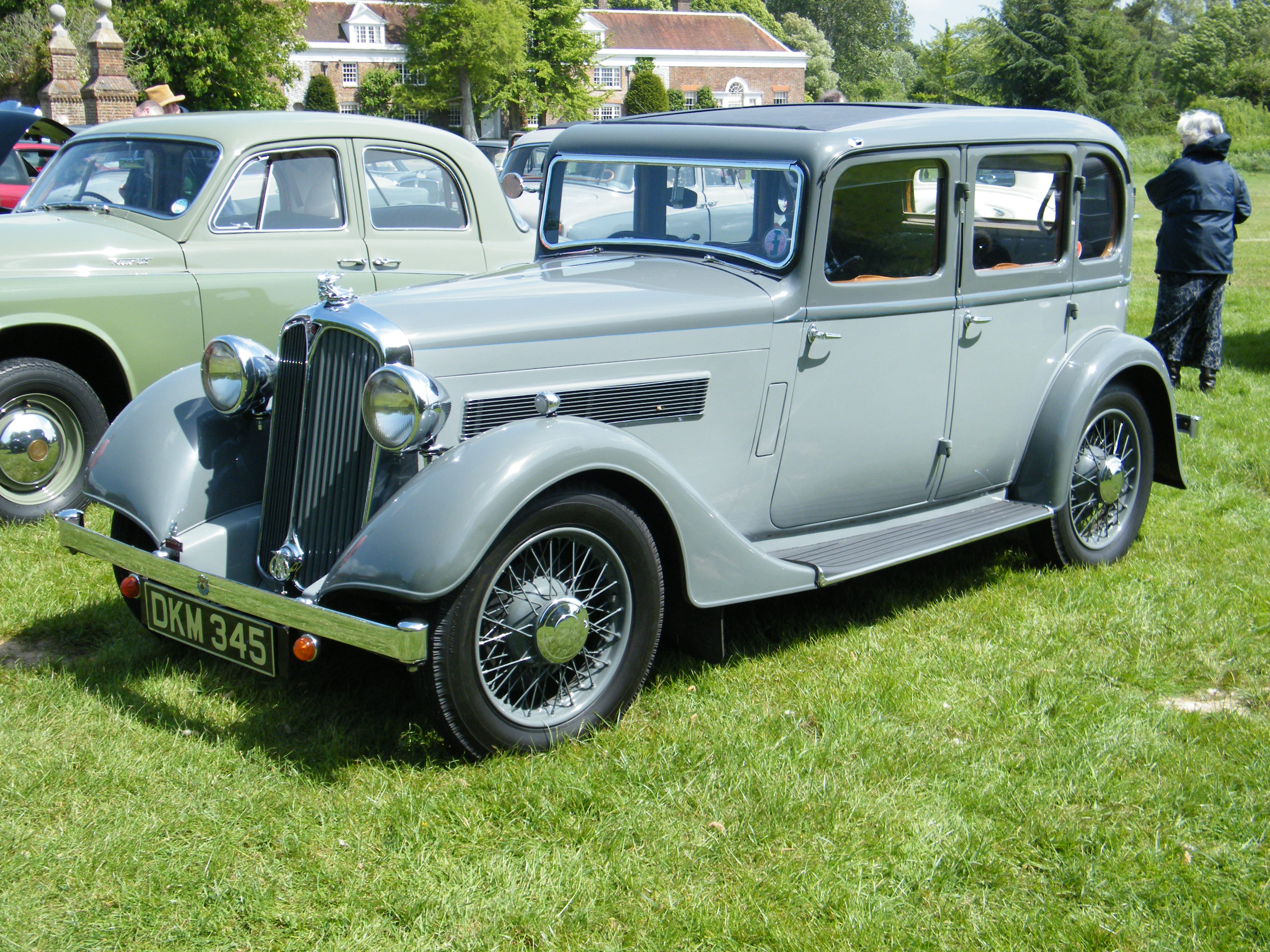
Rover 10 P1 6-light saloon
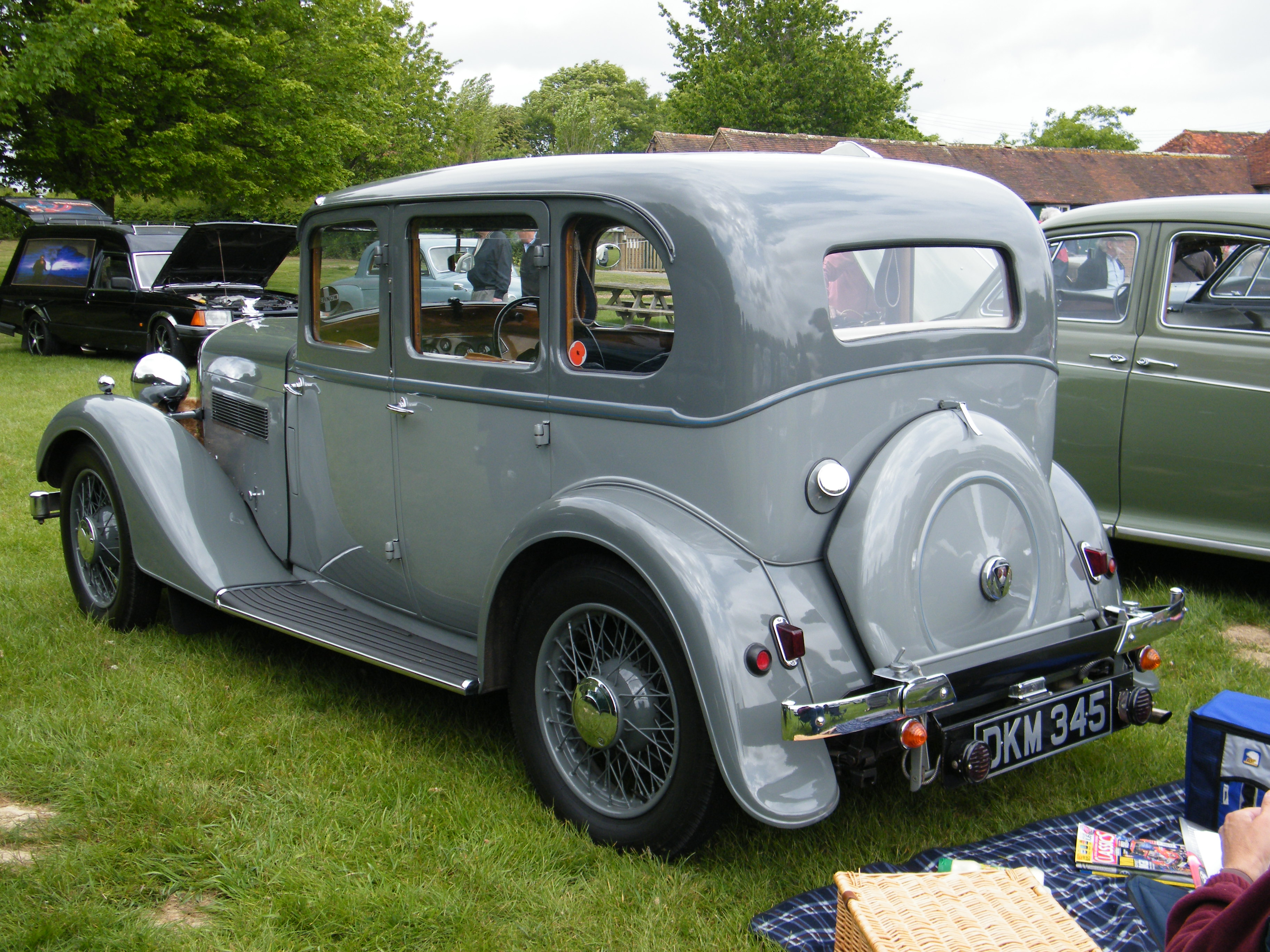
Rover 10 P1 6-light saloon

### Rover 12(1933 - 1936)

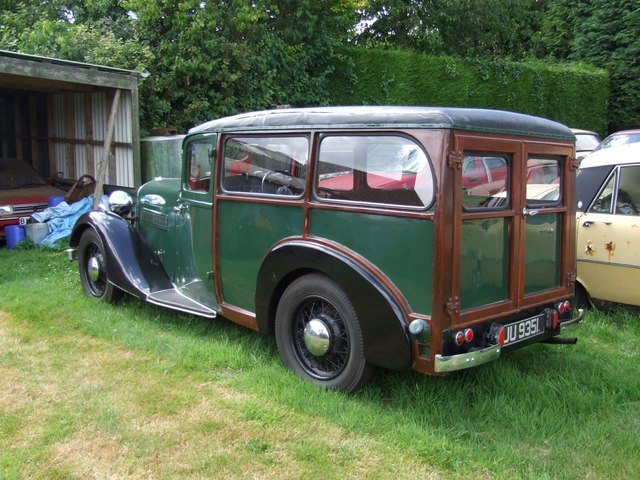
Vue arrière de la Estate car.

Cette 12 (P1) est lancée fin août 1933 et ne succède à aucun véhicule,. Elle était disponible en berline à six vitres et quatre portes (surnommée 6-light saloon), une berline « semi-sportive » à quatre fenêtres (surnommée Sports saloon), un break trois portes dont une double sur la face arrière pour faciliter l'entrée de marchandises (surnommé Estate car), un coupé deux portes (surnommé Sports coupé) et un cabriolet deux portes avec quatre places (surnommé Sports tourer).
Elle était équipée d'un nouveau moteur quatre cylindres en ligne de 1 496 cm3 développant 53 ch. Une vitesse de pointe de 70 mph (soit environ 112 km/h) et une économie de carburant ont été revendiquées dans les publicités de l'époque. La boîte de vitesses à quatre rapports comportait un mécanisme de roue libre, tout comme les autres P1. La suspension était conventionnelle avec des essieux rigides et des ressorts à lames semi-elliptiques. Les carrosseries étaient traditionnellement construites avec des panneaux d'acier montés sur un cadre en bois. Le châssis était également nouveau mais basé sur celui vu sur la Speed Pilot de 1932 et était "sous-suspendu" passant sous l'essieu arrière. Les premières voitures avaient un empattement de 2 667 mm, mais celui-ci a été étiré de 178 mm à partir de 1935 (2 845 mm) ; l'espace supplémentaire donnant aux passagers arrière plus d'espace pour les jambes. Les dimensions de la P1 restèrent identiques sur la P2 qui lui succédait à partir de 1937. Un total de 22 401 exemplaires ont été fabriqués dont 5 775 Sports tourer.

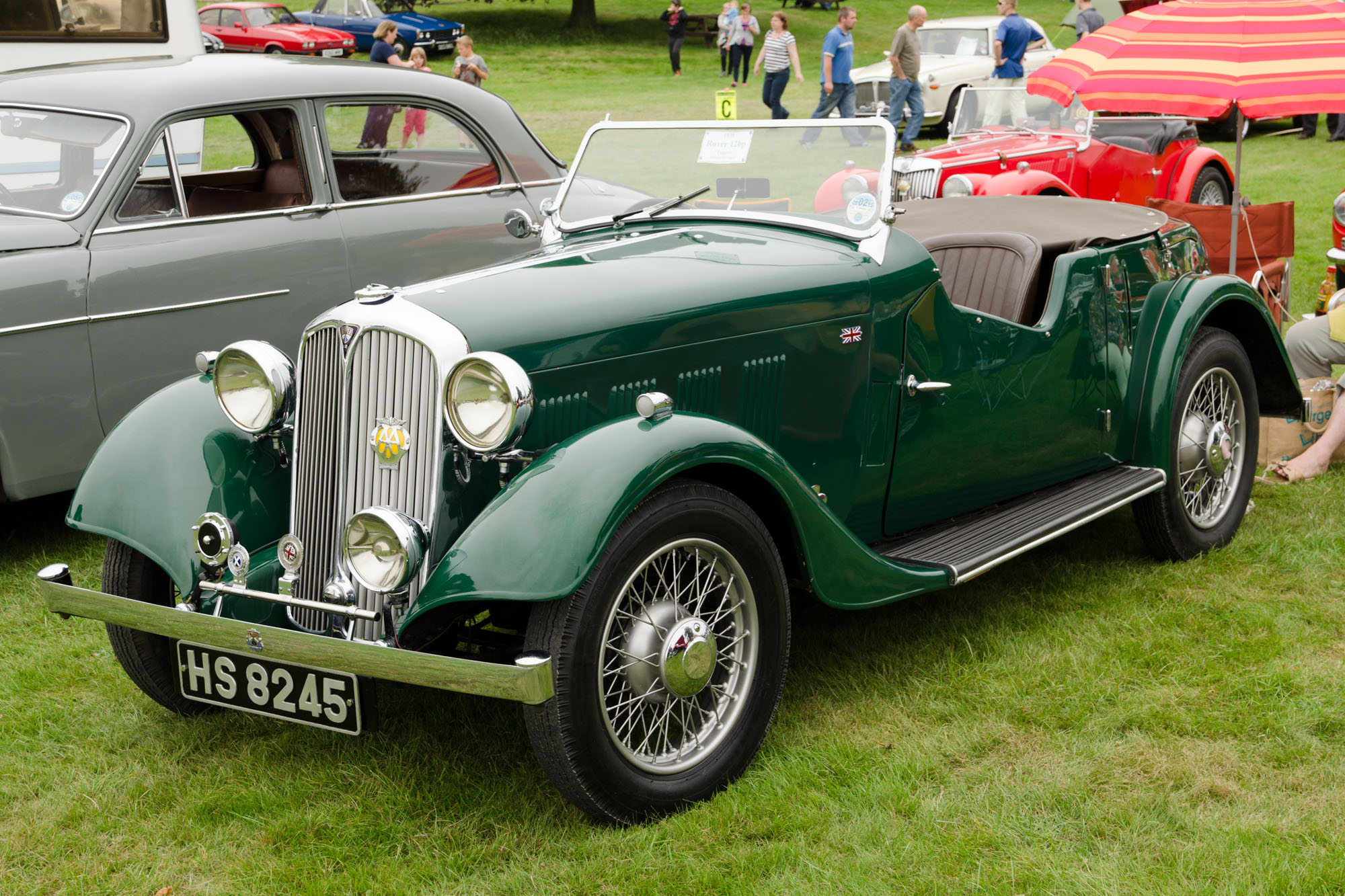
Rover 12 (P1) Sports tourer
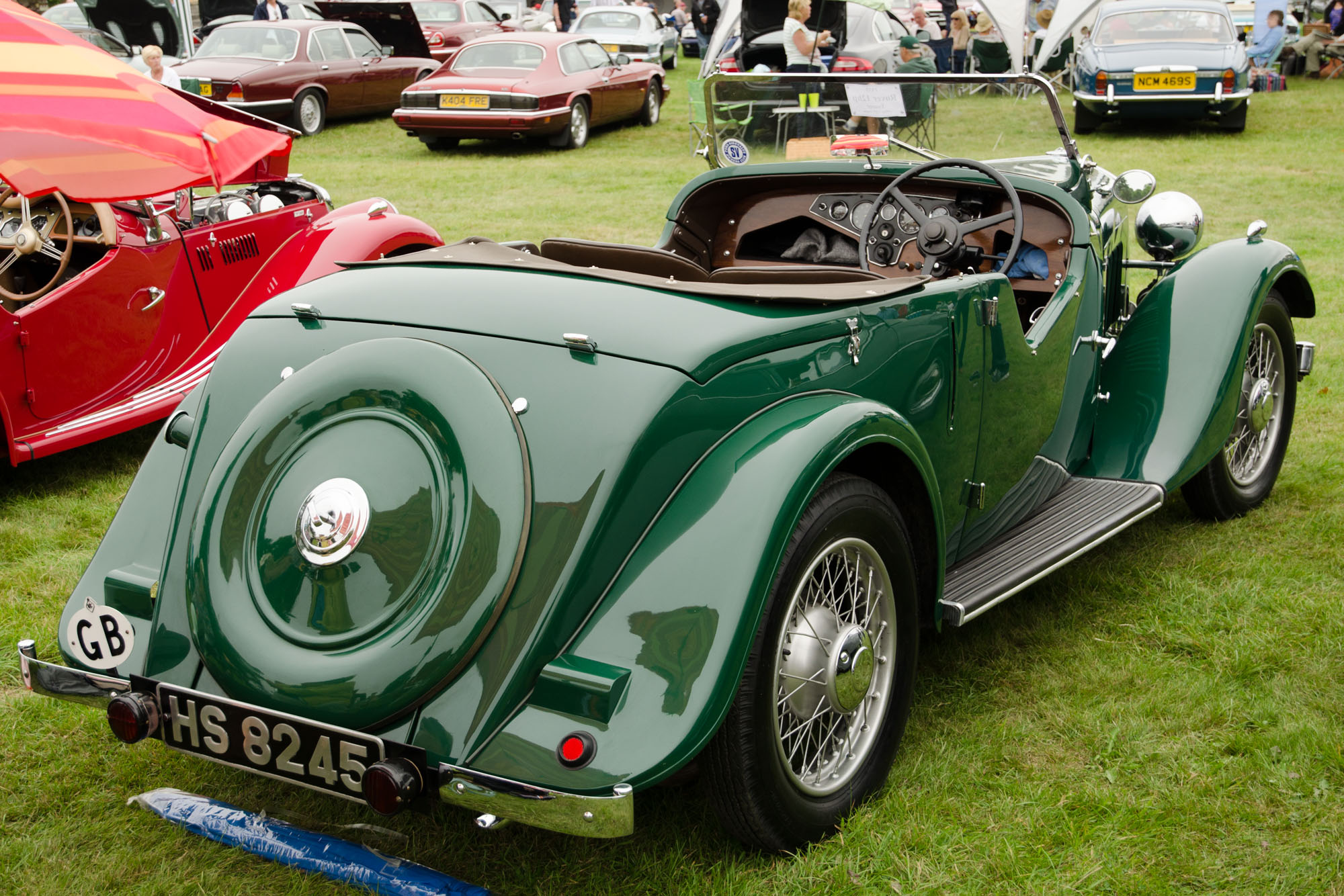
Rover 12 (P1) Sports tourer

### Rover 14(1933 - 1938)
La version 14 a été annoncée début septembre 1933, en même temps que la Rover 10 (P1) afin de remplacer les Rover Pilot et la Rover 14/45 lancée en 1924. La 14 (P1) est sortie en version berline à six vitres et quatre portes (surnommé 6-light saloon), en version berline « semi-sportive » à quatre fenêtres (surnommé Sports saloon) ainsi qu'en coupé deux portes (surnommé Sports coupé). Deux autres carrosseries inédites ont également été proposées : la Sports open two-seater (cabriolet deux portes avec coffre à l'arrière pouvant transporter deux personnes) et la Streamline Coupé (coupé quatre portes avec coffre à l'arrière pouvant transporter quatre personnes ; l'arrière étant très aérodynamique).
À partir de l'été 1936, les clients Rover souhaitant combiner les vertus de la 14 (P1) avec de meilleures performances pouvaient opter pour la Rover 16 (P2) qui combinait la même carrosserie avec un moteur plus gros.
La berline standard 6-light saloon a été testée en avril 1937 par un journaliste anglais, avec un empattement de 3 pouces plus long (soit 76 mm). Bien qu'il ait eu le moteur le moins bien réglé et n'ait atteint que 70 mph en ligne droite (112 km/h), le testeur l'a décrit comme rapide pour sa taille, stable sur la route, « ... avec les déplacements réguliers, la vitesse est trompeuse ».
Elle a été remplacée par la 14 (P2) en 1938.

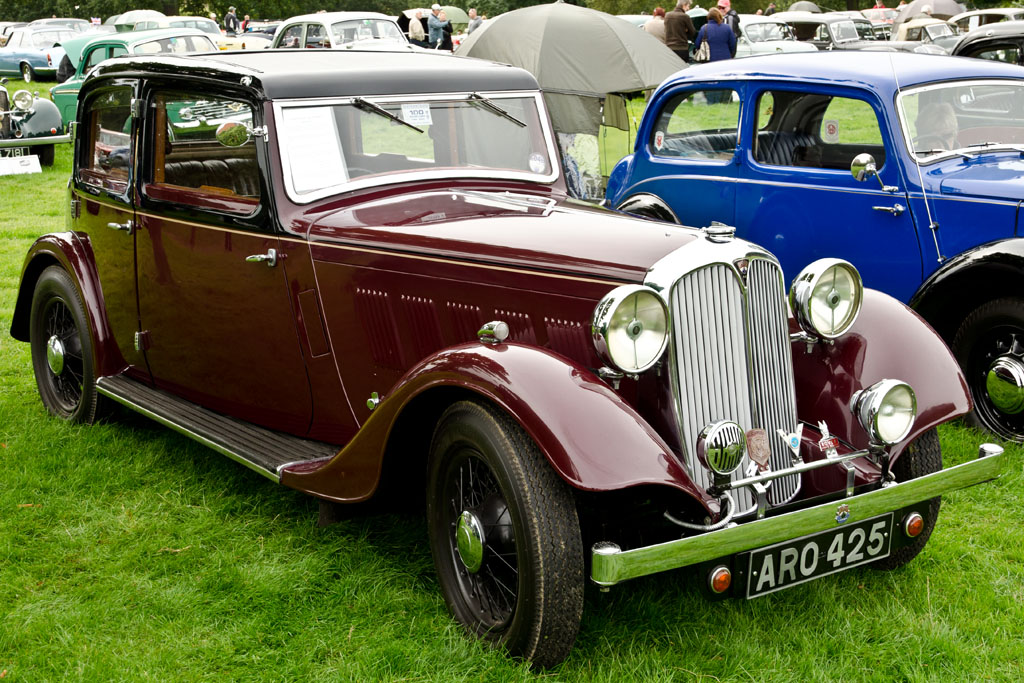
Rover 14 P1 Sports saloon
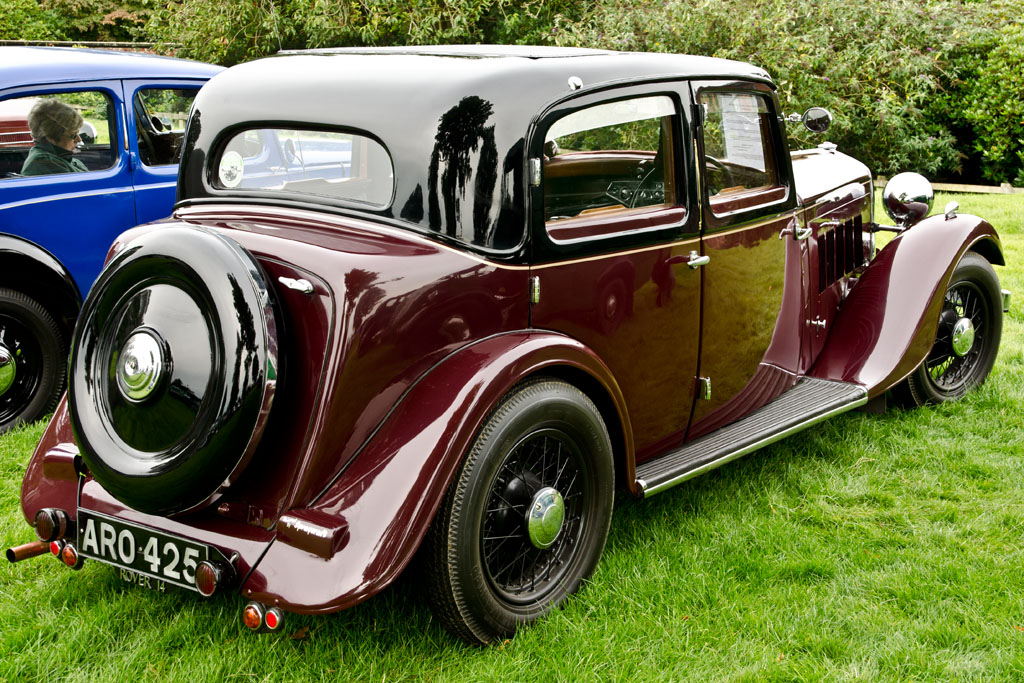
Rover 14 P1 Sports saloon

### Les carrosseries
La P1 était proposée en sept carrosseries différentes : 
- 6-light saloon : carrosserie de base. Berline quatre portes avec coffre à l'arrière et à six vitres (trois sur chaque côtés) pouvant transporter cinq personnes ;
- Sports saloon : berline « semi-sportive » quatre portes avec coffre à l'arrière et à quatre vitres (deux sur chaque côtés) pouvant transporter cinq personnes ;
- Estate car : version break trois portes (deux à l'avant pour les passagers et une double sur la face arrière pour faciliter l'entrée de marchandise) pouvant transporter deux personnes ;
- Sports coupé : version coupé deux portes avec coffre à l'arrière et à quatre vitres (deux sur chaque côtés) pouvant transporter cinq personnes ;
- Sports tourer : version cabriolet deux portes sans coffre à l'arrière et sans vitres sur les côtés pouvant transporter quatre personnes. La capote est en tissue et dispose de parties translucide remplaçants les vitres ;
- Sports open two-seater : version cabriolet deux portes avec coffre à l'arrière et sans vitres sur les côtés pouvant transporter deux personnes. La capote est en tissue ;
- Streamline Coupé : version coupé quatre portes avec coffre à l'arrière et à quatre vitres (deux sur chaque côtés) pouvant transporter quatre personnes. L'arrière est très aérodynamique.

| Rover P1               | Rover 10 | Rover 12 | Rover 14 |
| ---------------------- | -------- | -------- | -------- |
| 6-light saloon         | ✔️       | ✔️       | ✔️       |
| Sports saloon          | ✔️       | ✔️       | ✔️       |
| Sports coupé           | ❌       | ✔️       | ✔️       |
| Sports tourer          | ❌       | ✔️       | ❌       |
| Estate car             | ❌       | ✔️       | ❌       |
| Sports open two-seater | ❌       | ❌       | ✔️       |
| Streamline Coupé       | ❌       | ❌       | ✔️       |

## Caractéristiques

### Dimension
|                             | Rover 10 | Rover 12            | Rover 14         |
| --------------------------- | -------- | ------------------- | ---------------- |
| Longueur                    | 3 861 mm | 4305 à 4 369 mm     | 4 191 à 4 445 mm |
| Largeur (sans rétroviseurs) | 1 549 mm | 1 575 mm            | 1 575 à 1 588 mm |
| Hauteur                     |          |                     |                  |
| Empattement                 | 2 667 mm | 2 667 puis 2 845 mm | 2 921 mm         |
| Masse à vide                |          |                     | 1 219 à 1 321 kg |
| P.T.A.C.                    |          |                     |                  |
| Coffre                      |          |                     |                  |
| Rayon de braquage           |          |                     |                  |
| Réservoir                   |          |                     |                  |

### Chaîne cinématique
Le moteur de la 14 Streamline Coupé comportait trois carburateurs à semi-tirage descendant à la place de l'instrument standard à tirage descendant unique, des orifices et des collecteurs spécialement profilés et une culasse à haute compression.
| Modèle                                       | Construction | Moteur + Nom               | Cylindrée         | Performance                  | Couple               | 0 à 100 km/h | Vitesse maxi | Consommation + CO2    |
| Rover 10 (boite manuelle 4)                  | 1933 - 1938  | 4 cylindres en ligne Rover | 1 141 cm3 (1,1 l) | ... kW (... ch) à ... tr/min | ... N m à ... tr/min | ... s        | ... km/h     | ... l/100 km ... g/km |
| Rover 10 (boite manuelle 4)                  | 1933 - 1938  | 4 cylindres en ligne Rover | 1 303 cm3 (1,3 l) | 35 kW (48 ch)                |                      |              |              |                       |
| Rover 10 (boite manuelle 4)                  | 1933 - 1938  | 4 cylindres en ligne Rover | 1 389 cm3 (1,4 l) |                              |                      |              |              |                       |
| Rover 10 (boite manuelle 4)                  | 1933 - 1938  | 4 cylindres en ligne Rover | 1 479 cm3 (1,5 l) |                              |                      |              |              |                       |
| Rover 12 (boite manuelle 4)                  | 1933 - 1936  | 4 cylindres en ligne Rover | 1 308 cm3 (1,3 l) |                              |                      |              |              |                       |
| Rover 12 (boite manuelle 4)                  | 1933 - 1936  | 4 cylindres en ligne Rover | 1 394 cm3 (1,4 l) |                              |                      |              |              |                       |
| Rover 12 (boite manuelle 4)                  | 1933 - 1936  | 4 cylindres en ligne Rover | 1 465 cm3 (1,5 l) |                              |                      |              |              |                       |
| Rover 12 (boite manuelle 4)                  | 1933 - 1936  | 4 cylindres en ligne Rover | 1 479 cm3 (1,5 l) |                              |                      |              |              |                       |
| Rover 12 (boite manuelle 4)                  | 1933 - 1936  | 4 cylindres en ligne Rover | 1 496 cm3 (1,5 l) | 39 kW (53 ch)                |                      |              |              |                       |
| Rover 14 (boite manuelle 4)                  | 1933 - 1938  | 6 cylindres en ligne Rover | 1 577 cm3 (1,6 l) | 35 kW (48 ch) à 4 600 tr/min |                      |              | 111 km/h     |                       |
| Rover 14 Streamline Coupé (boite manuelle 4) | 1933 - 1938  | 6 cylindres en ligne Rover | 1 577 cm3 (1,6 l) | 39 kW (54 ch) à 4 800 tr/min |                      |              | 111 km/h     |                       |